# Plaimbois-Vennes
Plaimbois-Vennes ist eine französische Gemeinde mit 116 Einwohnern (Stand: 1. Januar 2022) im Département Doubs in der Region Bourgogne-Franche-Comté.

## Geographie
Plaimbois-Vennes liegt auf 760 m über dem Meeresspiegel, vier Kilometer südlich von Pierrefontaine-les-Varans und etwa 40 Kilometer östlich der Stadt Besançon (Luftlinie). Das Dorf erstreckt sich im Jura, auf einer Geländeterrasse an einem nach Norden geneigten Hang über dem tief eingeschnittenen Tal der Reverotte, südlich des Plateaus von Pierrefontaine. Das Gemeindegebiet gehört zum Regionalen Naturpark Doubs-Horloger.
Die Fläche des 10,80 km² großen Gemeindegebiets umfasst einen Abschnitt des französischen Juras. Die nördliche Grenze verläuft stets entlang der Reverotte, die das Gebiet in einem tiefen Erosionstal nach Osten zum Dessoubre entwässert. Die steilen, bewaldeten Hänge werden an verschiedenen Orten von Felsbändern durchzogen. Sie werden durch kurze Erosionsrinnen untergliedert, darunter diejenige von Vermondans. Vom Bachlauf erstreckt sich das Gemeindeareal südwärts über die Terrasse von Plaimbois bis auf den angrenzenden Jurahöhenzug, der das Reverotte-Tal vom Becken von Vennes trennt. Dieser Höhenrücken bildet eine Antiklinale des Faltenjuras und ist gemäß der Streichrichtung des Gebirges in Südwest-Nordost-Richtung orientiert. Mit 1007 m wird oberhalb des Dorfes die höchste Erhebung von Plaimbois-Vennes erreicht.
Nachbargemeinden von Plaimbois-Vennes sind La Sommette und Pierrefontaine-les-Varans im Norden, Plaimbois-du-Miroir im Osten, Guyans-Vennes und Vennes im Süden sowie Loray im Westen.

## Geschichte
Im Mittelalter gehörte Plaimbois-Vennes zur Herrschaft Vennes. Zusammen mit der Franche-Comté gelangte das Dorf mit dem Frieden von Nimwegen 1678 an Frankreich. Heute ist Plaimbois-Vennes Mitglied des Gemeindeverbandes Communauté de communes du Pays de Pierrefontaine-Vercel.
Am 1. Januar 2009 erfolgte eine Änderung der Arrondissementszugehörigkeit der Gemeinde. Bislang zum Arrondissement Besançon gehörend, kamen alle Gemeinden des Kantons zum Arrondissement Pontarlier.

## Sehenswürdigkeiten

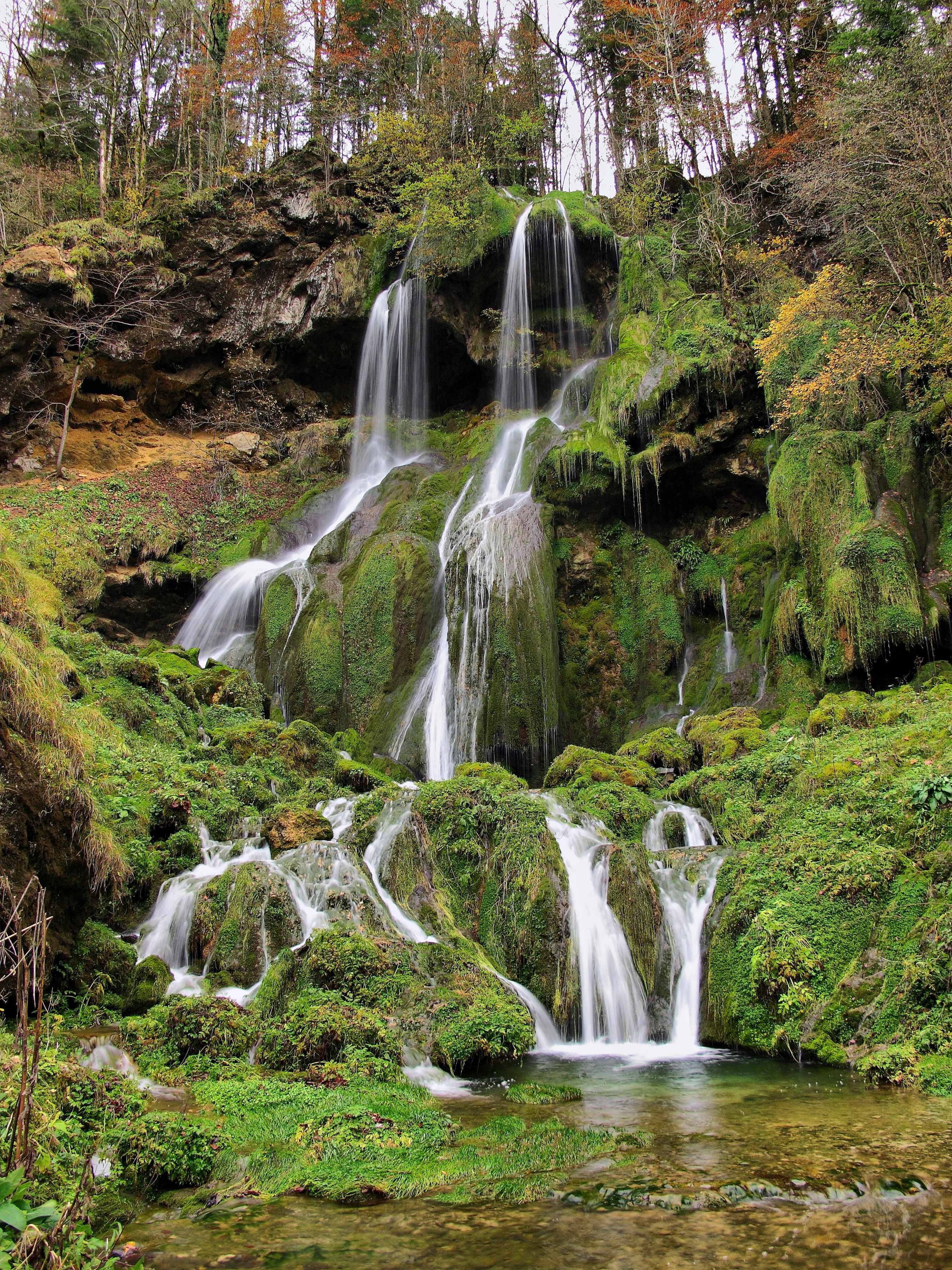
Wasserfall von Vermondans

Die Dorfkirche von Plaimbois-Vennes wurde im Jahr 1778 eingeweiht. Von der mittelalterlichen Burg Château Vieux sind Ruinen erhalten. Zu den Natursehenswürdigkeiten der Umgebung zählen das schluchtartige Tal der Reverotte (Défilé des Epais Rochers) und der Wasserfall von Vermondans.

## Bevölkerung
| Jahr                       | 1962 | 1968 | 1975 | 1982 | 1990 | 1999 | 2006 | 2016 |
| Einwohner                  | 109  | 75   | 65   | 53   | 53   | 66   | 71   | 102  |
| Quellen: Cassini und INSEE |      |      |      |      |      |      |      |      |

Mit 116 Einwohnern (1. Januar 2022) gehört Plaimbois-Vennes zu den kleinsten Gemeinden des Départements Doubs. Nachdem die Einwohnerzahl in der ersten Hälfte des 20. Jahrhunderts markant abgenommen hatte (1891 wurden noch 256 Personen gezählt), wurden seit Beginn der 1970er Jahre nur noch geringe Schwankungen verzeichnet.

## Wirtschaft und Infrastruktur
Plaimbois-Vennes war bis weit ins 20. Jahrhundert hinein ein vorwiegend durch die Landwirtschaft (Milchwirtschaft und Viehzucht, Ackerbau) und Forstwirtschaft geprägtes Dorf. Noch heute leben die Bewohner zur Hauptsache von der Tätigkeit im ersten Sektor. Außerhalb des primären Sektors gibt es fast keine Arbeitsplätze im Dorf. Einige Erwerbstätige sind auch Wegpendler, die in den umliegenden größeren Ortschaften ihrer Arbeit nachgehen.
Die Ortschaft liegt abseits der größeren Durchgangsstraßen an einer Departementsstraße, die von Pierrefontaine-les-Varans nach Loray führt.